# Otostegia
Otostegia  é um gênero botânico da família Lamiaceae.

## Espécies
Apresenta 31 espécies:
- Otostegia ambigens
- Otostegia arabica
- Otostegia aucheri
- Otostegia benthamiana
- Otostegia bucharica
- Otostegia ellenbeckii
- Otostegia erlangeri
- Otostegia fruticosa
- Otostegia glabricalyx
- Otostegia hildebrandtii
- Otostegia integrifolia
- Otostegia kaiseri
- Otostegia kotschyi
- Otostegia limbata
- Otostegia longipetiolata
- Otostegia megastegia
- Otostegia michauxii
- Otostegia microphylla
- Otostegia migiurtiana
- Otostegia minuccii
- Otostegia modesta
- Otostegia moluccoides
- Otostegia olgae
- Otostegia persica
- Otostegia repanda
- Otostegia scariosa
- Otostegia schimperi
- Otostegia sinaitica
- Otostegia somala
- Otostegia steudneri
- Otostegia tomentosa